# Corrie Hartong

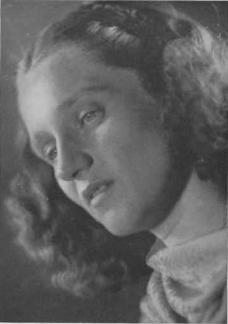
Corrie Hartong

Hendrina Cornelia (Corrie) Hartong (Rotterdam, 23 februari 1906 - aldaar, 9 augustus 1991) was danseres, danspedagoge en choreografe.
Ze was dochter van notaris Frans Laurens Hartong en Petronella Johanna Scherpenhuyzen.
In 1923 viel Hartong positief op tijdens een optreden van de Rotterdamsche Gymnasiasten Bond onder leiding van H.Hartong. Ze bezocht zelf het Erasmiaans Gymnasium. Ze volgde een dansopleiding moderne dans bij Mary Wigman (Wigmanschule) in Dresden. In de periode 1928-1931 zou ze er ook lesgeven en ook in Chemnitz (Volksbühne) en  Maagdenburg (opnieuw Wigman Schule). Daarna keerde ze terug naar Rotterdam om samen met Gertrud Leistikow leiding te geven aan de een dansvakopleiding, Leistikov vertrok al snel. Deze Rotterdamsche Dansschool ging in 1935 op in het Rotterdams Conservatorium van Willem Pijper. Even later verzorgde ze de choreografie en danste ze in diens opera Halewijn. Er was destijds sprake van een relatie tussen Hartong en Pijper, maar Hartong dorst deze niet verder uit te bouwen. Ze voelde weerstand in contacten met derden of dat nu personen of groepen waren. De leslokalen werden gedurende de Tweede Wereldoorlog getroffen door bombardementen.
In 1946 was ze medeoprichter van de Nederlandse Beroepsvereniging van Danskunstenaars gevolgd door zeven jaar voorzitterschap en later een benoeming tot erelid. Ook was ze destijds betrokken bij de stichting Centraal Dansberaad. In 1949 was haar actieve danscarrière voorbij door een opspelende heupartrose.
In 1954 richtte ze vervolgens de Rotterdamse Dansacademie op en gaf er leiding aan. Ze trok zich rond 1964 terug. Het jaar daarvoor was ze onderscheiden met de Penning van de Leuve. Van 1962 tot 1970 was ze betrokken bij de Werkgroep Danskunst en van 1971 tot 1982 bij de sectie dans van de Rotterdamse Kunststichting. Ook bekleedde ze functies in de Culturele raad van Zuid-Holland en zat in commissies van de Raad voor de Kunst.
Van haar verschenen enkele publicaties:
- 1948: Danskunst, een boek over danspedagogie
- 1959: Mijn balletboek; een boek voor kinderen
- 1982: Over dans gesproken
- 1980: een dichtbundel getiteld Gedichten

Van choreografieën zijn te noemen: Valses noble er sentimentales uit 1940, Aubade uit 1947, Danse sacrée et danse profane uit 1947.
Rotterdam kent een Corrie Hartonglaan. Tevens is er bij Codarts voor jonge dansers een Corrie Hartong Fonds.
- Biografisch Portaal: 64062740
- Gemeinsame Normdatei: 1181357306
- International Standard Name Identifier: 0000 0000 2334 5758
- Library of Congress Control Number: n82160561
- Nederlandse Thesaurus van Auteursnamen: 068368461
- SNAC: w62k0zbc
- Virtual International Authority File: 55506108
- WorldCat: E39PBJf4gt3xyjQG98mXQYxhpP